# I Ryan
I Ryan (Ryan's Hope) è stata una soap opera statunitense incentrata sulle avventure di una famiglia irlandese, i Ryan, trapiantata a New York.
Creato da Claire Labine e Paul Avila Mayer, il serial è andato in onda sulla ABC dal 7 luglio 1975 al 13 gennaio 1989 per un totale di 3.515 episodi.
In Italia, la soap è stata trasmessa per la prima volta da Rete 4 nella stagione televisiva 1986/1987 fino alla stagione 1988/1989 per poi essere cancellata a causa dei bassi ascolti. Nel biennio 1989/1990, la soap andò in onda su Italia 7, che trasmise le puntate andate in onda in America tra il 1981 e il 1983.

## Trama
Nel 1974, la ABC chiese a Claire Labine e Paul Avila Mayer - sceneggiatori di una soap opera di successo della CBS, Love of Life (inedita in Italia) - di creare un nuovo serial quotidiano simile a General Hospital. Sin dall'inizio, i due autori inserirono nella soap (il cui titolo provvisorio era City Hospital) i Ryan, famiglia di emigranti irlandesi. Il patriarca, Johnny (Bernard Barrow), era proprietario di un bar, "Ryan's", vicino al Riverside Hospital di New York. Sua moglie, Maeve (Helen Gallagher) lo aiutava nella gestione del locale insieme ai loro figli, Frank, Mary, Pat, Siobhan e Kathleen. I Ryan, insieme ai benestanti Coleridge, costituivano il cuore della soap opera attorno al quale si dipanavano le varie storie.

## Personaggi e interpreti
- Jack Fenelli (908 puntate, 1975-1989), interpretato da Michael Levin.
- Jillian Coleridge (886 puntate, 1975-1989), interpretata da Nancy Addison.
- Maeve Ryan (787 puntate, 1975-1989), interpretata da Helen Gallagher.
- Dottor Roger Coleridge (759 puntate, 1975-1989), interpretato da Ron Hale.
- Dottor Seneca Beaulac (726 puntate, 1975-1989), interpretato da John Gabriel.
- Johnny Ryan (699 puntate, 1975-1989), interpretato da Bernard Barrow.
- Delia Reid Ryan (566 puntate, 1975-1989), interpretata da Ilene Kristen.
- Rae Woodard (549 puntate, 1977-1989), interpretata da Louise Shaffer.
- Frank Ryan (491 puntate, 1978-1981), interpretato da Daniel Hugh Kelly.
- Bob Reid (459 puntate, 1975-1989), interpretato da Earl Hindman.
- Dottor Patrick Ryan (425 puntate, 1975-1989), interpretato da Malcolm Groome.
- Delia Reid Ryan Coleridge (413 puntate, 1979-1982), interpretata da Randall Edwards.
- Mary Ryan (408 puntate, 1975-1989), interpretata da Kate Mulgrew.
- Dottoressa Faith Coleridge (405 puntate, 1978-1989), interpretata da Karen Morris Gowdy.
- Kimberly Harris (319 puntate, 1979-1982), interpretata da Kelli Maroney.
- Siobhan Ryan (277 puntate, 1978-1980), interpretato da Sarah Felder.
- Tom Desmond (269 puntate, 1977-1979), interpretato da Tom McGreevy.
- Dottor Bucky Carter (255 puntate, 1975-1978), interpretato da Justin Deas.
- Frank Ryan (212 puntate, 1975-1976), interpretato da Michael Hawkins.
- Dottoressa Faith Coleridge (210 puntate, 1976-1978), interpretata da Catherine Hicks.
- Kevin MacGuinness (201 puntate, 1975-1989), interpretato da Malachy McCourt.
- Michael Pavel, Jr. (177 puntate, 1979-1981), interpretato da Michael Corbett.
- Joe Novak (175 puntate, 1980-1988), interpretato da Roscoe Born.
- Frank Ryan (169 puntate, 1976-1978), interpretato da Andrew Robinson.
- Little John Ryan (167 puntate, 1975-1984), interpretato da Jadrien Steele.
- Barry Ryan (152 puntate, 1980-1981), interpretato da Richard Backus.
- Siobhan Ryan (147 puntate, 1981-1982), interpretato da Ann Gillespie.
- Dottor Clem Moultrie (134 puntate, 1975-1978), interpretato da Hannibal Penney.
- Dottoressa Faith Coleridge (122 puntate, 1975-1976), interpretata da Faith Catlin.
- Joe Novak (119 puntate, 1979-1980), interpretato da Richard Muenz.
- Alicia Nieves (102 puntate, 1977-1978), interpretata da Ana Alicia.
- Dottor Patrick Ryan (101 puntate, 1978-1979), interpretato da John Blazo.
- Rose Pearse Melina (91 puntate, 1980-1981), interpretata da Rose Alaio.
- Ryan Fenelli (90 puntate, 1977-1980), interpretato da Kerry McNamara.
- Infermiera Morris (88 puntate, 1975-1981), interpretata da Marian Swan.
- Mary Ryan Fenelli (83 puntate, 1979), interpretato da Nicolette Goulet.
- Dottoressa Nell Beaulac (82 puntate, 1975-1989), interpretato da Diana Van der Vlis.
- Nancy Feldman (79 puntate, 1978-1979), interpretata da Nana Visitor.
- Tiso Novotny (72 puntate, 1979-1980), interpretato da David Clarke.
- Poppy Lincoln (71 puntate, 1978-1979), interpretato da Alexandra Neil.
- Dottor Ed Coleridge (69 puntate, 1975-1976), interpretato da Frank Latimore.
- Georgia Rothchild (63 puntate, 1975-1983), interpretata da Gloria Cromwell.
- Padre McShane (62 puntate, 1975-1989), interpretato da John Perkins.
- Nick Szabo (61 puntate, 1975-1980), interpretato da Michael Fairman.
- Dottor Adam Cohen (61 puntate, 1979-1980), interpretato da Sam Behrens.
- Mary Ryan Fenelli (60 puntate, 1978-1979), interpretata da Kathleen Tolan.
- Kenneth Castle (58 puntate, 1975-1976), interpretato da Ty McConnell.
- Ken George Jones (58 puntate, 1980), interpretato da Trent Jones.
- Edmund Strong Coleridge (54 puntate, 1977-1979), interpretato da Buddy Schultz.
- Jumbo Marino (52 puntate, 1975-1981), interpretato da Fat Thomas.
- Ryan Fenelli (47 puntate, 1980-1984), interpretato da Jenny Rebecca Dweir.
- Elizabeth Jane Ryan (47 puntate, 1981-1982), interpretata da Maureen Garrett.
- Dottor Alex McLean (44 puntate, 1976-1977), interpretato da Ed Evanko.
- Alexei Vartova (41 puntate, 1980-1981), interpretato da Dominic Chianese.
- Orson Burns (41 puntate, 1981), interpretato da Nicolas Surovy.
- Sam Crowell (39 puntate, 1976), interpretato da Dennis Jay Higgins.
- George (39 puntate, 1979-1980), interpretato da Bill Luhrs.
- Barbara Wilde (39 puntate, 1981-1982), interpretata da Judith Barcroft.
- Sergente Jim Speed (37 puntate, 1981-1982), interpretato da MacKenzie Allen.
- Matt Pearse (36 puntate, 1979-1982), interpretato da Tom Aldredge.
- Serena Szabo (35 puntate, 1976), interpretata da Julia Barr.
- Dan Fox (35 puntate, 1979-1981), interpretato da Peter Ratray.
- Wes Leonard (34 puntate, 1978-1981), interpretato da David Rasche.

## Produzione
Il serial, ideato da Claire Labine e Paul Avila Mayer, fu prodotto da Labine-Meyer Productions e girata negli studios della ABC a New York. Le musiche furono composte da Carey Gold e Charles Paul.

### Registi
Tra i registi sono accreditati:
- Lela Swift in 829 puntate (1975-1989)
- Jerry Evans in 720 puntate (1976-1986)
- Robert Myhrum in 39 puntate (1975)
- Lynwood King in 27 puntate (1976-1980)
- Bruce Minnix in 7 puntate (1977-1978)
- Michael Gliona in 5 puntate (1981)
- Stephen Wyman in 4 puntate (1981)
- William Woodman in 2 puntate (1979)
- Robert Scinto in 2 puntate (1980)
- John J. Desmond
- Tom Donovan
- Henry Kaplan

### Sceneggiatori
Tra gli sceneggiatori sono accreditati:
- Paul Avila Mayer in 1.571 puntate (1975-1981)
- Claire Labine in 1.570 puntate (1975-1989)
- Mary Munisteri in 1.502 puntate (1975-1984)
- Judith Pinsker in 877 puntate (1976-1984)
- Jeffrey Lane in 647 puntate (1977-1981)
- Allan Leicht in 264 puntate (1975-1980)
- Rory Metcalf in 189 puntate (1980-1982)
- Sherry Coben in 120 puntate (1980-1981)
- Suzanne Grossman in 107 puntate (1976)

## Distribuzione
La serie fu trasmessa negli Stati Uniti dal 7 luglio 1975 al 13 gennaio 1989 sulla rete televisiva ABC. In Italia è stata trasmessa su Rete 4 con il titolo I Ryan.